# Azerithonica
Azerithonica is een geslacht van spinnen uit de  familie van de Agelenidae (trechterspinnen).

## Soort
- Azerithonica hyrcanica Guseinov, Marusik & Koponen, 2005